# Betfair
Betfair jest największą giełdą zakładów sportowych. Główna siedziba firmy znajduje się w Hammersmith w zachodnim Londynie, w Anglii. Od 9 marca 2011 Betfair oferuje swoje usługi posiadając licencję z Gibraltaru. Spółka notowana jest na giełdzie.

## Czym jest Betfair
Giełdę Betfair utożsamiać można ze sportowym odpowiednikiem Forex, czyli giełdą gdzie zarabia się pieniądze poprzez prawidłowe odczytanie ruchu cen. W tym przypadku ceny równoznaczne są z oferowanymi kursami na dany typ w zdarzeniu sportowym.

### Historia
Przedsiębiorstwo zostało założone w roku 2000 przez Andrew Black oraz Edwarda Wray.
W roku 2006, 23% akcji Betfair zostało zakupione przez Softbank za cenę 1.5 miliarda £.
Jednym z głównych produktów Betfair jest możliwość handlu na rynkach związanych z wyścigami konnymi, które są bardzo popularne na Wyspach Brytyjskich. W 2007 roku uruchomione nawet zostało specjalne Radio Betfair, które komentuje wyniki wyścigów konnych i przedstawia najnowsze informacje na ten temat.
W roku 2009 Betfair ogłosił zakup TVG Network od firmy Rovi Corporation za kwotę 50 milionów dolarów.
22 października 2010 firma Betfair zadebiutowała na londyńskiej giełdzie otrzymując symbol BET, a kwota akcji wynosiła 13£.
W marcu 2011 roku, firma przeniosła się na Gibraltar celem zmniejszenia kosztów wynikających z podatków.
W roku 2012, Betfair zdecydował się wprowadzić ofertę tradycyjnych zakładów bukmacherskich.
Sierpień 2014 to okres, w którym firma Net Entertainment NE AB weszła we współpracę z Betfair by wspólnie zdominować rynek Wysp Brytyjskich.

## Strategie gry na Betfair
Wyróżnia się dwie podstawowe strategie tak zwanego tradingu sportowego.
- Pre - play : W tej strategii grający kupuje kursy przed rozpoczęciem meczu i przed pierwszym gwizdkiem zamyka rynek notując stratę lub zysk.
- In - play : W tej strategii handlu grający kupuje kursy przed (lub w trakcie) meczu i zamyka rynek notując stratę lub zysk w trakcie trwania meczu.

## Zakłady BACK oraz LAY
Na giełdzie sportowej Betfair, wyróżnia się dwa rodzaje zakładów.
Zakład BACK oznacza, że ten typ zdarzy się. Kupując BACK Polska zawieramy zakład, który oznacza wygraną przy zwycięstwie Polski.
Zakład LAY oznacza, że ten typ się nie zdarzy. Kupując zakład LAY Polska zawieramy zakład, który oznacza wygraną przy remisie lub porażce Polski.

## Na czym polega handel na Betfair?
Handel (trading sportowy) na Betfair polega na tym by kupić LAY gdy naszym zdaniem kurs wzrośnie i odsprzedać go z zyskiem, "kontrując" zakładem BACK lub działając w stronę przeciwną najpierw zakupić zakład BACK gdy naszym zdaniem kurs spadnie, a potem odsprzedać go z zyskiem "kontrując" zakładem LAY.